# NGC 6977
NGC 6977 је спирална галаксија у сазвежђу Водолија која се налази на NGC листи објеката дубоког неба.
Деклинација објекта је - 5° 44' 45" а ректасцензија 20h 52m 29,6s. Привидна величина (магнитуда) објекта NGC 6977 износи 13,3 а фотографска магнитуда 14,1. NGC 6977 је још познат и под ознакама MCG -1-53-16, HCG 88B, NPM1G -05.0583, IRAS 20499-0555, PGC 65625.